# Zwerfhond
Een zwerfhond, ook wel straathond genoemd, is een hond die op straat leeft en geen eigenaar heeft.
Honden komen op straat terecht doordat ze daar geboren zijn, of doordat de eigenaar de hond achtergelaten heeft. Op straat levende honden worden vaak gesteriliseerd. Ze komen voornamelijk in armere landen voor. Zwerfhonden zijn doorgaans bastaardhonden. In de volkstaal in België wordt zo'n hond ook spottend straton genoemd (uitspraak op zijn Frans). Zwerfhonden leven vaak onder slechte omstandigheden, met beperkte toegang tot voedsel, onderdak en medische zorg. Ze zijn vatbaar voor ziektes, verwondingen en mishandeling door mensen.
Zwerfhonden kunnen ziektes en parasieten verspreiden, zoals hondsdolheid, leptospirose, en wormen, die zowel voor mensen als voor andere dieren gevaarlijk kunnen zijn. Hondsdolheid is bijzonder zorgwekkend, aangezien het dodelijk is voor zowel honden als mensen als het niet tijdig wordt behandeld. India heeft meer dan 30 miljoen zwerfhonden en meer dan 20.000 mensen sterven jaarlijks aan hondsdolheid. Nederland werd het eerste land ter wereld zonder zwerfhonden.
Een bekend voorbeeld is Boji, een straathond in Istanbul, Turkije, die bekend werd om zijn veelvoudig gebruik van het openbaar vervoer van deze stad.